# Метелинка (приток Люты)
Метелинка — ручей в России, протекает по Стругокрасненскому району Псковской области. Берёт начало у деревни Яблонец. На берегах ручья стоит деревня Костелево. Устье ручья находится в 74 км по правому берегу реки Люта. Длина ручья составляет 10 км. Наиболее крупный приток — ручей Хорыньский.

## Данные водного реестра
По данным государственного водного реестра России относится к Балтийскому бассейновому округу, водохозяйственный участок реки — Нарва. Относится к речному бассейну реки Нарва (российская часть бассейна).
Код объекта в государственном водном реестре — 01030000412202000027066.